# In Your Dreams
In Your Dreams ist eine australisch-deutsche Jugendserie. Die erste Staffel trägt den Untertitel Sommer deines Lebens und die zweite Staffel heißt Sommer ohne Eltern (Originaltitel: In Your Dreams). Produziert wurde die Serie 2012 von der Produktionsfirma Southern Star Group in Zusammenarbeit mit Endemol Worldwide und dem NDR. Die Serie dreht sich um die australischen Zwillinge Sam und Ben, die die Sommermonate auf einem Schloss in Deutschland verbringen und allerlei Situationen meistern müssen. Die Erstausstrahlung fand am 29. Oktober 2013 auf KiKA statt, während die australische Ausstrahlung auf dem Digitalsender 7Two stattfand.

## Handlung
Sam und Ben Hazelton sollen den Sommer nicht in Sydney, Australien, verbringen, sondern in Europa, da ihre Eltern in die Schweiz ziehen, weil der Vater einen Forschungsauftrag erhalten hat. Die beiden sind zunächst nicht sehr begeistert von der Idee. Doch so müssen Sam und Ben zu entfernten adligen Verwandten auf ein Schloss in Niedersachsen, welches Philipp von Hasenburg gehört. Das Schloss jedoch ist alles andere als gut in Schuss und auch der Schlossbetrieb mit Café und Führungen läuft nicht mehr so gut. Für Renovierungen ist kein Geld da. Die Zwillinge versuchen mit Philipp, seiner Tochter Lili und dem Praktikanten Markus alles, um dem Schloss neues Leben einzuhauchen. Dies ist gar nicht so leicht wie gedacht, da sie gegen den intriganten Onkel Hermann ankämpfen müssen, der keine Intrige auslässt, um an das Schloss zu kommen.

## Produktion
Im Juni 2012 wurde die Produktion der Serie angekündigt. Es wurde eine erste Staffel mit 26 Episoden bestellt. Die Dreharbeiten fanden an 80 Tagen zwischen dem 25. Juni und 31. Oktober 2012 statt. Gedreht wurde auf Schloss Marienburg bei Hannover, in Hannover, in Melsungen, Spangenberg und Hamburg. Die Serie wurde zu fast 70 Prozent in Deutschland gedreht. Nur wenige Szenen entstanden in Sydney.
Für die zweite Staffel fanden die Dreharbeiten 2014 erneut in Sydney (Februar bis April), in Hamburg und Niedersachsen (April bis Juni) sowie in Melsungen (Juli bis August) statt. Die deutsche Ausstrahlung begann am 7. September 2015 auf KiKA.

## Besetzung und Synchronisation

### Hauptbesetzung
| Rollenname              | Schauspieler       | Hauptrolle | Synchronsprecher        |
| ----------------------- | ------------------ | ---------- | ----------------------- |
| Samantha „Sam“ Haselton | Tessa de Josselin  | 1.01–2.26  | Leoni Kristin Oeffinger |
| Benjamin „Ben“ Haselton | David Delmenico    | 1.01–2.26  | Dirk Stollberg          |
| Philipp von Hasenburg   | Jörn Knebel        | 1.01–2.26  | Jörn Knebel             |
| Lili von Hasenburg      | Soma Alusia Pysall | 1.01–2.26  |                         |

### Nebenbesetzung
| Rollenname           | Schauspieler        | Nebenrolle | Synchronsprecher  |
| -------------------- | ------------------- | ---------- | ----------------- |
| Markus Bleiber       | Lars Kokemüller     | 1.01–2.26  | Lars Kokemüller   |
| Sophie Landman       | Kendra Appleton     | 1.01–2.26  | Josephine Schmidt |
| Lucy Bryson          | Mia Morrissey       | 1.01–2.26  | Julia Casper      |
| Jack Armitage        | Bardiya McKinnon    | 1.01–2.26  | Jannik Endemann   |
| Kiki von Hasenburg   | Sophie Adell        | 1.xx–2.26  | Sophie Adell      |
| Tina                 | Yasmina Djaballah   | 1.xx–      | Yasmina Djaballah |
| Onkel Hermann        | Hans-Werner Meyer   | 1.xx–2.26  | Hans-Werner Meyer |
| Dieter Müller        | Ulas Kilic          | 1.xx–      | Ulas Kilic        |
| Prinz Karl Christoph | Garry Fischmann     | 1.xx–      | Garry Fischmann   |
| Bürgermeisterin      | Peggy Lukac         | 1.xx–      |                   |
| Lena                 | Nicola Ransom       | 1.xx–      | Nicola Ransom     |
| Mr. Zhao             | Aaron Le            | 1.13       | Aaron Le          |
| Walter               | Matthias Buss       | 1.01–      | Matthias Buss     |
| Starkoch Vincent     | August Wittgenstein | 2.06       |                   |
| Mia                  | Anna-Lena Schwing   | 2.07–2.26  | Anna-Lena Schwing |
| Jules                | Patrick Baehr       | 2.08–      | Patrick Baehr     |
| Emma                 | Jeanne Goursaud     | 2.09–      |                   |
| Max                  | Lion Wasczyk        | 2.15–2.26  | Lion Wasczyk      |
| Wilhelm von Tülow    | Henry Solf          | 2.xx–      | Henry Solf        |

## Episodenliste

### Staffel 1 (Sommer deines Lebens)
| Nr. (ges.) | Nr. (St.) | Deutscher Titel                    | Originaltitel            | Erstausstrahlung Australien | Deutschsprachige Erstausstrahlung (D) |
| ---------- | --------- | ---------------------------------- | ------------------------ | --------------------------- | ------------------------------------- |
| 1          | 1         | Zeitreise                          | Into the Unknown         | 22. Nov. 2013               | 29. Okt. 2013                         |
| 2          | 2         | Haltet den Dieb!                   | New Life in an Old World | 25. Nov. 2013               | 29. Okt. 2013                         |
| 3          | 3         | Sams großer Auftritt               | Sam Rocks the Castle     | 26. Nov. 2013               | 30. Okt. 2013                         |
| 4          | 4         | Das Spukschloss                    | Ghosts, Ghouls and Rats  | 27. Nov. 2013               | 30. Okt. 2013                         |
| 5          | 5         | Immer Ärger mit der Verwandtschaft | Family Ties              | 28. Nov. 2013               | 31. Okt. 2013                         |
| 6          | 6         | Ungeschickt lässt grüßen…          | History Past and Future  | 29. Nov. 2013               | 31. Okt. 2013                         |
| 7          | 7         | Bandsalat                          | Episode 7                | 2. Dez. 2013                | 4. Nov. 2013                          |
| 8          | 8         | Spott & Show                       | Episode 8                | 3. Dez. 2013                | 4. Nov. 2013                          |
| 9          | 9         | Irrwege                            | Episode 9                | 4. Dez. 2013                | 5. Nov. 2013                          |
| 10         | 10        | Adel auf dem Radel                 | Episode 10               | 5. Dez. 2013                | 5. Nov. 2013                          |
| 11         | 11        | Tage wie dieser                    | Episode 11               | 6. Dez. 2013                | 6. Nov. 2013                          |
| 12         | 12        | Typisch Ben                        | Episode 12               | 9. Dez. 2013                | 6. Nov. 2013                          |
| 13         | 13        | Eine chinesische Hochzeit          | Episode 13               | 10. Dez. 2013               | 7. Nov. 2013                          |
| 14         | 14        | Krimi-Dinner                       | Episode 14               | 11. Dez. 2013               | 7. Nov. 2013                          |
| 15         | 15        | Intrigen                           | Episode 15               | 12. Dez. 2013               | 11. Nov. 2013                         |
| 16         | 16        | Nasenburg                          | Episode 16               | 13. Dez. 2013               | 12. Nov. 2013                         |
| 17         | 17        | Lili zwischen den Stühlen          | Episode 17               | 16. Dez. 2013               | 13. Nov. 2013                         |
| 18         | 18        | Sing den Satz des Pythagoras       | Episode 18               | 17. Dez. 2013               | 14. Nov. 2013                         |
| 19         | 19        | Der Wolpertinger                   | Episode 19               | 18. Dez. 2013               | 18. Nov. 2013                         |
| 20         | 20        | Von Rockstars und Rechnungen       | Episode 20               | 19. Dez. 2013               | 18. Nov. 2013                         |
| 21         | 21        | Solo wider Willen                  | Episode 21               | 20. Dez. 2013               | 19. Nov. 2013                         |
| 22         | 22        | VerKRAMPFt                         | Episode 22               | 23. Dez. 2013               | 19. Nov. 2013                         |
| 23         | 23        | Vermisst                           | Episode 23               | 24. Dez. 2013               | 20. Nov. 2013                         |
| 24         | 24        | Verliebter Jack                    | Episode 24               | 25. Dez. 2013               | 20. Nov. 2013                         |
| 25         | 25        | Der Stammbaum                      | Episode 25               | 26. Dez. 2013               | 21. Nov. 2013                         |
| 26         | 26        | Wer sagt’s denn?                   | Episode 26               | 27. Dez. 2013               | 21. Nov. 2013                         |

### Staffel 2 (Sommer ohne Eltern)
| Nr. (ges.) | Nr. (St.) | Deutscher Titel              | Originaltitel                   | Erstausstrahlung Australien | Deutschsprachige Erstausstrahlung (D) |
| ---------- | --------- | ---------------------------- | ------------------------------- | --------------------------- | ------------------------------------- |
| 27         | 1         | Verhaftet                    | The Trap is Sprung              | 15. Juni 2015               | 7. Sep. 2015                          |
| 28         | 2         | Rollentausch                 | Lili’s Grand Plan               | 16. Juni 2015               | 8. Sep. 2015                          |
| 29         | 3         | Eintritt verboten            | Ben Takes Command               | 17. Juni 2015               | 9. Sep. 2015                          |
| 30         | 4         | Auf den Hund gekommen        | It’s a Dog’s Life               | 18. Juni 2015               | 10. Sep. 2015                         |
| 31         | 5         | Die Fußfessel                | Bad Music is Good Music         | 19. Juni 2015               | 14. Sep. 2015                         |
| 32         | 6         | Küchenexperimente            | Lili Cooks up a Storm           | 22. Juni 2015               | 15. Sep. 2015                         |
| 33         | 7         | Alles nur Tricks             | To Catch a Thief                | 23. Juni 2015               | 16. Sep. 2015                         |
| 34         | 8         | Musik für den Müll           | Sam Meets Her Match             | 24. Juni 2015               | 17. Sep. 2015                         |
| 35         | 9         | Dokusoap mit Lili            | Unreal Reality                  | 25. Juni 2015               | 21. Sep. 2015                         |
| 36         | 10        | Ein Tag bei der Feuerwehr    | Old Love, New Love              | 26. Juni 2015               | 22. Sep. 2015                         |
| 37         | 11        | Späte Rache                  | The Great Cat Feud              | 29. Juni 2015               | 23. Sep. 2015                         |
| 38         | 12        | Jack, Ben und die Frauen     | True Confessions                | 30. Juni 2015               | 24. Sep. 2015                         |
| 39         | 13        | Ein Empfang mit Folgen       | Jack and Lucy to the Rescue     | 1. Juli 2015                | 29. März 2016                         |
| 40         | 14        | Seitenwechsel                | Mia Kicks a Goal                | 2. Juli 2015                | 29. März 2016                         |
| 41         | 15        | Märchenprinz gesucht         | The Princess Goes to the Ball   | 3. Juli 2015                | 30. März 2016                         |
| 42         | 16        | Wie im Mittelalter           | Fun at the Fair                 | 6. Juli 2015                | 30. März 2016                         |
| 43         | 17        | Achterbahn der Gefühle       | Double Dating’s Dangers         | 7. Juli 2015                | 31. März 2016                         |
| 44         | 18        | Kutschen zu verkaufen        | Lili’s Dream is Ben’s Nightmare | 8. Juli 2015                | 31. März 2016                         |
| 45         | 19        | Mit Galopp ins Studio        | Horses for Courses              | 9. Juli 2015                | 4. Apr. 2016                          |
| 46         | 20        | Ein Job im Callcenter        | Great Work!...We Think          | 10. Juli 2015               | 4. Apr. 2016                          |
| 47         | 21        | Probenraum gesucht           | Sam and Ben Bomb Out            | 13. Juli 2015               | 5. Apr. 2016                          |
| 48         | 22        | Neues Image für die Band     | A Band or a Brand?              | 14. Juli 2015               | 5. Apr. 2016                          |
| 49         | 23        | Boomerang                    | Big Brother is Watching         | 15. Juli 2015               | 6. Apr. 2016                          |
| 50         | 24        | Tanz der Gefühle             | Desperate and Dateless          | 16. Juli 2015               | 6. Apr. 2016                          |
| 51         | 25        | Der Wert des Geldes          | Money, Mayhem and Mystery       | 17. Juli 2015               | 7. Apr. 2016                          |
| 52         | 26        | Ein folgenschweres Telefonat | Winners Are Grinners            | 20. Juli 2015               | 7. Apr. 2016                          |

## Drehorte
- Schloss von Hasenburg: Schloss Marienburg Hannover (Niedersachsen)
- Australien: Sydney (New South Wales)
- Stadt: Hamburg (Hamburg), Melsungen (Hessen)